# Andriej Tkaczow
Andriej Jurjewicz Tkaczow (ros. Андре́й Ю́рьевич Ткачёв; ur. 30 grudnia 1969 we Lwowie) – rosyjski duchowny prawosławny i misjonarz, nazywany „prawosławnym Żyrinowskim”.

## Życiorys
Ukończył Moskiewską Suworowską Szkołę Wojskową, następnie studiował w Kijowskiej Akademii Duchownej, jednak studiów tych nie ukończył i nie ma wyższego wykształcenia. 6 maja 1993 roku został mianowany diakonem, 5 listopada zaś kapłanem. W 2014 roku pracował w Cerkwi św. Tatiany przy Uniwersytecie Moskiewskim. Pracuje także na prokremlowskim kanale telewizyjnym Cargrad TV. Jest często krytykowany przez Andrieja Kurajewa.